# Юркевич Андрій Петрович
Юркевич Андрій Петрович (лат. Andriy Yurkevych; 12 жовтня 1971, Зборів, Тернопільська область) — український оперний диригент, який спеціалізується на стилі бельканто. Музичний директор Варшавської опери з 2015 року. Заслужений артист України з 2019 року.

## Життєпис
Андрій Юркевич народився в сім'ї, в якій не було музикантів. Свої музичні успіхи він пов'язує з тим, що «музичний керівник у його дитячому садочку в Зборові організував маленький ансамблик, у якому він грав на акордеончику на півтори октави, який був куплений на скромну дідусеву пенсію». Андрій вважає, що дуже важливо, щоб у кожної дитини був шанс виявити її музичні здібності.
Після закінчення у Зборові середньої та музичної школи (клас баяну М. Довганя, 1986 рік) вступив до Тернопільського музичного училища імені Соломії Крушельницької, яке закінчив у 1990 році (клас баяну). Під час навчання «диригував оркестром народних інструментів, викладачі і знайомі музиканти зазначали, що проявляю хист до цієї справи».
Пізніше вступив до Івано-Франківського педінституту імені Василя Стефаника, на класичну хореографію, «що мені дуже допомогло потім як балетному диригенту».
Перевівся на навчання до Львівського музичного інституту імені Миколи Лисенка за фахом «оперне симфонічне диригування» (клас професора, Народного Артиста України, Лауреата Шевченківської премії — Юрія Луціва), який закінчив у 1996 році.
У 1993 році вперше став за диригентський пульт у Львівському театрі опери та балету імені Соломії Крушельницької, де згодом дебютував у багатьох оперних і балетних спектаклях.
З 1996 року Андрій Юркевич працював диригентом Львівського театру опери та балету імені Соломії Крушельницької, диригував оперними виставами та балетами. Працюючи в Львівській опері Андрій диригував оперними виставами Джакомо Пуччині, Джузеппе Верді, Семена Гулака-Артемовського, Миколи Лисенка, Дениса Січинського, Анатоля Вахнянина, українського композитора із США Ігоря Соневицького. Серед балетів, у яких він диригував: «Лускунчик», «Лебедине озеро», «Баядерка» та «Коппелія».
У 1998 році став дипломантом другого «Національного конкурсу диригентів імені Стефана Турчака» у місті Києві.
З 1999 по 2002 рік працював викладачем на кафедрі симфонічного та хорового диригування Львівської музичної академії імені Миколи Лисенка.
Брав участь у фестивалі сучасної музики у Львові — «Контрасти-96» і «Контрасти-97», де виконував твори Івана Небесного, Юрія Ланюка та інших українських та зарубіжних композиторів. Як диригент оркестру на сцені Молодіжного камерного театру у Львові гастролював у Польщі (Краків, Валбжих)
.
Перше закордонне стажування Андрія Юркевича відбулося у Варшавській опері в диригента Яцика Каспшика куди його запросили як молодого перспективного диригента Львівського оперного театру. Однак після варшавського стажування (2001—2002 роки), зрозумів, що мусить вчитися далі.
Згодом удосконалював виконавську майстерність у музичній академії Кіджі (Сієна — Італія) у Джанлуїджі Джелметті. З 2002 року — вивчав композицію в консерваторії Джоакіно Россіні (Пезаро — Італія), де також відвідував майстер-класи Альберто Дзеди в Академії молодих оперних співаків.
Андрій Юркевич вважає, що робота оперного диригента — це, насамперед, робота з вокалістами. Для співаків бельканто не досить мати янгольський голос, потрібна особистість. Для цього треба мати життєвий та драматичний досвід. «Голос людини є досконалим інструментом, за допомогою якого можна створювати все: виражати будь-які емоції й переживання, досягати будь-яких тонів та висот, створювати тембральну палітру будь-якої краси та фактури. Ми, оркестр, є слугами голосу, вокалістів бельканто».
У різні роки керував Одеською Національною оперою, Молдавським Національним оперним театром ім. М. Бієшу, Варшавською національною оперою. Одночасно співпрацював і співпрацює з багатьма європейськими та світовими театрами та симфонічними оркестрами. 
Від 2022 — головний диригент Національної опери в м. Прага (Чехія).

## Нагороди
- Володар Спеціальної премії другого Національного конкурсу ім. C. Турчака в Києві.[2]

## Дискографія
- 2005 — «Ромео і Джульєтта» Філіппо Маркетті (композитор), Андрій Юркевич (диригент), Italian International Orchestra (оркестр), Dynamix (фірма звукозапису)
- 2007 — «Ромео і Джульєтта» Філіппо Маркетті (композитор), Андрій Юркевич (диригент), Italian International Orchestra (оркестр), Naxos (фірма звукозапису)
- 2009 — OPERNGALA — 16-ий святковий гала-концерт для Фонду СНІДу Андрій Юркевич (диригент), Німецька опера Берлін[de] (оркестр), Naxos (фірма звукозапису)
- 2010 — «Лукреція Борджія» Гаетано Доніцетті (композитор), Андрій Юркевич (диригент), WDR Rundfunkorchester Köln (оркестр), & 5 more Format: Audio CD, Nightingale (фірма звукозапису)

## Відео
- Gala for Aids, Берлін, 07.11.2009; Андрій Юркевич (диригент), Deutsche Oper Berlin
- Jacques Offenbach — La vie Parisienne, Ouverture, Андрій Юркевич (диригент), Harmonia Symphony Orchestra & Wiener Staatsoper;
- Dvořák — Song to the moon — Валентина Нафорніце (сопрано), Андрій Юркевич (диригент)
- Ella giammai m'amo — G. Verdi: Don Carlo — Ільдар Абдразаков (бас), Андрій Юркевич (диригент)
- «Лючія ді Ляммермур» Гаетано Доніцетті (композитор), Андрій Юркевич (диригент),